# 锦程街道
锦程街道，是中华人民共和国吉林省长春市绿园区下辖的一个乡镇级行政单位。2020年7月，调整锦程街道。调整后的辖区范围东起越野路，西至西湖大路、兴安路，北起支农大街，南至京哈铁路线、河滨北路、明达路沿线，辖锦程、奔驰、飞跃、长沈、新兴、十三局6个社区。
2023年3月17日行政区划调整。调整后，管辖范围北至红领巾路，南至东风大街，西至安顺路、安庆路，东至越野路。

## 行政区划
锦程街道下辖以下地区：
飞跃社区和锦程社区。
2023年3月17日行政区划调整后，下辖锦程、飞跃、安庆和安顺4个社区。